# Еріх фон Чішвіц
Еріх Вільгельм Людвіг фон Чішвіц (нім. Erich Wilhelm Ludwig von Tschischwitz; 17 травня 1870, Кульм — 26 вересня 1958, Берлін) — німецький воєначальник, генерал піхоти рейхсверу. Кавалер ордена Pour le Mérite з дубовим листям.

## Біографія
В 1882 році вступив в Прусську армію. Після закінчення військового училища служив у 6-му піхотному полку. З жовтня 1895 року навчався у військовій академії. З квітня 1899 року служив у Великому Генштабі. З жовтня 1904 року служив у 15-му корпусі в Страсбурзі, після чого повернувся у Великий Генштаб. З квітня 1906 року — командир роти 72-го стрілецького полку. В жовтні 1907 року повернувся у Великий Генштаб. З жовтня 1909 року служив у штабі 36-ї піхотної дивізії в Данцигу, з 1911 року — в штабі 17-го армійського корпусу в Данцизі. В січні 1912 року повернувся у Великий Генштаб. З лютого 1912 року служив у Головній інспекції військового транспорту. З лютого 1914 року — командир батальйону 157-го піхотного полку.
На початку Першої світової війни Чішвіц служив в штабі 3-го резервного корпусу. Учасник облоги Антверпена. З жовтня 1914 року — начальник штабу 23-го резервного корпусу, з вересня 1917 року — корпусу «Озель». Відзначився під час операції «Альбіон». З лютого 1918 року — начальник штабу 2-ї армії, з якою брав участь у Весняному наступі. З вересня 1918 року — командир 172-ї піхотної бригади.
З лютого 1919 року — командир 157-го піхотного полку, з травня 1919 року — добровольчої бригади «Східна Пруссія», з липня 1919 року — 10-го імперського полку. З жовтня 1919 року — інспектор транспортних частин Імперського військового міністерства. З 1 лютого 1923 року — командиром 2-ї дивізії в Штеттіні, одночасно з 1 квітня 1923 року — командувач 2-м військовим округом. З 1 лютого 1927 року — командувач 1-м груповим командуванням в Берліні. 31 березня 1929 року вийшов у відставку.

## Звання
- Другий лейтенант (22 березня 1889)
- Перший лейтенант (1 вересня 1896)
- Гауптман (22 березня 1902)
- Майор (10 вересня 1908)
- Оберстлейтенант (19 серпня 1914)
- Оберст (17 квітня 1917)
- Генерал-майор (1 квітня 1920)
- Генерал-лейтенант (1 квітня 1923)
- Генерал піхоти (1 листопада 1927)

## Нагороди
- Столітня медаль
- Орден Червоного орла 4-го класу з короною
- Хрест «За вислугу років» (Пруссія)
- Залізний хрест 2-го і 1-го класу
- Орден Корони (Пруссія) 2-го класу з мечами
- Королівський орден дому Гогенцоллернів, лицарський хрест з мечами
- Орден «За військові заслуги» (Баварія), офіцерський хрест з мечами
- Орден Альберта (Саксонія), офіцерський хрест з мечами
- Орден Фрідріха (Вюртемберг), командорський хрест 2-го класу з мечами
- Ганзейський Хрест (Гамбург і Любек)
- Хрест «За військові заслуги» (Мекленбург-Шверін) 2-го класу
- Хрест «За військові заслуги» (Австро-Угорщина) 3-го класу з військовою відзнакою
- Орден Залізної Корони 3-го класу з військовою відзнакою (Австро-Угорщина)
- Pour le Mérite з дубовим листям
  - орден (9 листопада 1917)
  - дубове листя (23 березня 1918)
- Почесний хрест ветерана війни з мечами